# Eucatagma amyrisella
Eucatagma amyrisella är en fjärilsart som beskrevs av August Busck 1900. Eucatagma amyrisella ingår i släktet Eucatagma och familjen spinnmalar. Inga underarter finns listade i Catalogue of Life.